# KARATE HOUSE
『KARATE HOUSE』（カラテ・ハウス）は、日本のロックバンド、POLYSICSのアルバム。
2007年2月28日、キューンレコードよりリリース。

## 概要
- 前作より約1年5ヶ月ぶりのアルバム。
- 本作ではそれまでの制作方法から一転、セッションによって作られた曲が中心となっている（それまではハヤシ主導で制作を行っていた）。5日間で10曲もできたという[1]。
- 本作は初回生産限定盤と通常盤の2形態でリリース。初回盤はDVD付（収録内容は後述）。
- タイトル候補に『SUSHI COMBO』という案があったが、「こぢんまりした感じがする」という理由でボツになった[1]。

## 収録曲
1. ワトソン (2:32)
（作詞・作曲：Hiroyuki Hayashi）
2. Electric Surfin' Go Go (3:39)
（作詞・作曲：Hiroyuki Hayashi）
6thシングル曲。
3. ニューウェーブ電話相談室 (2:10)
（作詞：Hiroyuki Hayashi　作曲：Hiroyuki Hayashi/Fumi）
4. Catch On Everywhere (3:52)
（作詞：Hiroyuki Hayashi/Fumi　作曲：Hiroyuki Hayashi）
8thシングル曲。本作の先行シングルとして発売された。
5. ハードロックサンダー (2:46)
（作詞・作曲：Hiroyuki Hayashi）
6. 偉大なる頭脳 (2:00)
（作詞：Susumu Hirasawa　作曲：Fumiyasu Abe (uncredited)/Susumu Hirasawa）
P-MODELの楽曲のカバー。
7. ズーバーマン (2:34)
（作詞：Hiroyuki Hayashi　作曲：Hiroyuki Hayashi/Fumi）
ドラムのヤノがコーラスを担当した初の楽曲。「プロテニス」でもコーラスを担当している。
8. 人生の灰 (2:35)
（作詞・作曲：Fumi）
9. サイボーグ彼女 (2:43)
（作詞：Hiroyuki Hayashi　作曲：Hiroyuki Hayashi/Fumi）
この曲においてカヨがギターを演奏している。
10. 赤いマスター (2:19)
（作詞：,Fumi/Hiroyuki Hayashi　作曲：Hiroyuki Hayashi/Fumi）
11. 夢・打ち込み (2:47)
（作詞・作曲：Fumi/Hiroyuki Hayashi）
実際にTR-808リズムマシーンを打ち込んで作った曲。この曲でヤノはタンバリンを担当。
12. プロテニス (2:01)
（作詞：Hiroyuki Hayashi　作曲：Hiroyuki Hayashi/Fumi）
13. オールウェイズハピネス (3:04)
（作詞：Hiroyuki Hayashi　作曲：Hiroyuki Hayashi/Fumi）
コピー機・ファックスの音、ゴミ箱を蹴る音、携帯のバイブ音、せんべいをかじる音など多様な音をサンプリングしている。
14. Shizuka is a machine doctor (2:40)
（作詞・作曲：Hiroyuki Hayashi）
8thシングル「Catch On Everywhere」のカップリングナンバー。
15. You-You-You (3:43)
（作詞・作曲：Hiroyuki Hayashi）
7thシングル曲。テレビ東京系アニメ「ケロロ軍曹」オープニングテーマ。
16. POLYSICS OR DIE!!!! (3:41)
（作詞・作曲：Hiroyuki Hayashi）

全編曲：POLYSICS

## 初回特典DVD
- 全日本トイス選手権!! 結果発表!!
  - Off Stage 1
  - P! (Live at Chiba LOOK 2006.11.9)
  - 全国 or DIE!!!!〜Toisu! (Live at Mito LIGHT HOUSE 2006.11.11)
  - Off Stage 2
  - COLON (Live at Kobe VARIT. 2006.12.9)
  - ウィーダー (Live at Kobe VARIT. 2006.12.9)
  - Off Stage 3
  - Shizuka is a machine doctor (Live at Nagoya CLUB QUATTRO 2006.12.9)
  - ズーバーマン (Live at Nagoya CLUB QUATTRO 2006.12.9)
  - Off Stage 4
  - むすんでひらいて (Live at Nagoya CLUB QUATTRO 2006.12.9)
  - MAKING SENSE (Live at Nagoya CLUB QUATTRO 2006.12.9)
  - AT-AT (Live at Nagoya CLUB QUATTRO 2006.12.9 + Mito LIGHT HOUSE 2006.11.11)
- Music Clips
  - You-You-You
  - Catch On Everywhere
  - I My Me Mine (All Star Ver.)

なお、「Electric Surfin' Go Go」,「I My Me Mine (STRONG MACHINE 2 Ver.)」のPVは、シングル「Electric Surfin' Go Go」初回特典DVDに収録されたため本DVDには収録されていない。